# Diario El Censor
El Censor es un diario matutino argentino que se edita en la ciudad de Bragado, con tirada en todo el Partido de Bragado, en la provincia de Buenos Aires (Argentina).
Si bien su primer número salió a la calle el 11 de febrero de 1909, se considera como fecha fundacional al 9 de febrero de 1909, recordando el momento en que don Genaro Sainz se suscribió formalmente a la empresa que iniciaban Juan Francisco Caldiz y Antonio Roldán  (fundadores del diario).
Con más de 100 años de historia, es el decano de la prensa bragadense y de la zona oeste de la provincia de Buenos Aires.

## Historia
El Censor fue fundado el 9 de febrero de 1909 por Juan Francisco Caldiz y Antonio A. Roldan, quienes se organizaron de la siguiente forma: Caldiz como director y periodista, mientras que Roldán en la gráfica. También José Florentino Barrera y el por entonces intendente José Ramón Ibarra sirvieron de gran ayuda, ya que aportaron el dinero necesario para dicha iniciativa y la compra de la imprenta.
El 11 de febrero de 1909 El Censor salió a la calle. Por aquellos años fue un “periódico bisemanal –salía miércoles y sábados por la tarde-, impersonal, comercial, literario y de información general”.
“Eran malos tiempos, de lucha, de competencia… y de pobreza”, describía Caldiz (de orientación conservadora). Había que superar constantes inconvenientes a raíz de la falta de papel y distintas deudas. Don Genaro Sainz, don Jesús Otero, doña Julia Martínez de Otero, don José Palet, don Juan Giannini y don Santiago Aguirre; sirvieron y mucho a El Censor , ya que prestaron dinero en los momentos más difíciles. También en 1911 la empresa debió superar un principio de incendio en la imprenta.
Años después, Caldiz emigró de Bragado y El Censor fue comprado, en febrero de 1926, por José Schiffini (antes era empleado); quien ocho meses después lo transformó en diario e incorporó la linotipo Mergenthaler (primera en Bragado). Debido a la complejidad de la “máquina”, Schiffini debió recurrir a personas especializadas, entre ellos a Juan José Osvaldo Devenutto (oriundo de la ciudad de Chivilcoy).
En 1940 José Schiaffino falleció a raíz de una enfermedad, motivo por el cual el diario fue puesto en venta y el joven linotipista Juan J. Osvaldo Devenutto lo compró.
Dos años después, el nuevo propietario adquirió el actual edificio de la esquina de Núñez y Gral. Paz (ciudad de Bragado) e instaló allí la redacción e imprenta.
Don Osvaldo estuvo al frente del diario durante 45 años, hasta que falleció en el mes de septiembre de 1985 y se hizo cargo del mismo su hijo Juan José Devenutto.
En los últimos años hubo nuevos cambios: El 9 de febrero de 1995 El Censor optó por el formato “tabloide”, el 3 de abril de 1997 incorporó en sus publicaciones el color celeste, el 27 de mayo de 1999 lo cambió al color rojo y desde el 7 de diciembre de 2003 comenzó a publicarse los domingos. También el diario ha decidido incursionar en el mundo del Internet, primero, el 31 de octubre de 2009, incorporándose a la red social Facebook, el 7 de octubre de 2011 sumando a  Cuarto Poder Bragado como su primer sitio web oficial, y desde el 21 de octubre de 2016 creando un portal propio con la denominación El Censor Digital Archivado el 28 de octubre de 2016 en Wayback Machine..
Actualmente Moisés Vásquez, es el director del periódico. La web oficial es El Censor, además de Instagram, Facebook y TikTok. 